# Józef Szmidt
Józef Szmidt (ur. jako Josef Schmidt 28 marca 1935 w Miechowicach, zm. 29 lipca 2024 w  Zagoździe koło Drawska Pomorskiego) – polski lekkoatleta niemieckiego pochodzenia, wielokrotny reprezentant Polski, trójskoczek, dwukrotny mistrz olimpijski, dwukrotny mistrz Europy, rekordzista świata.

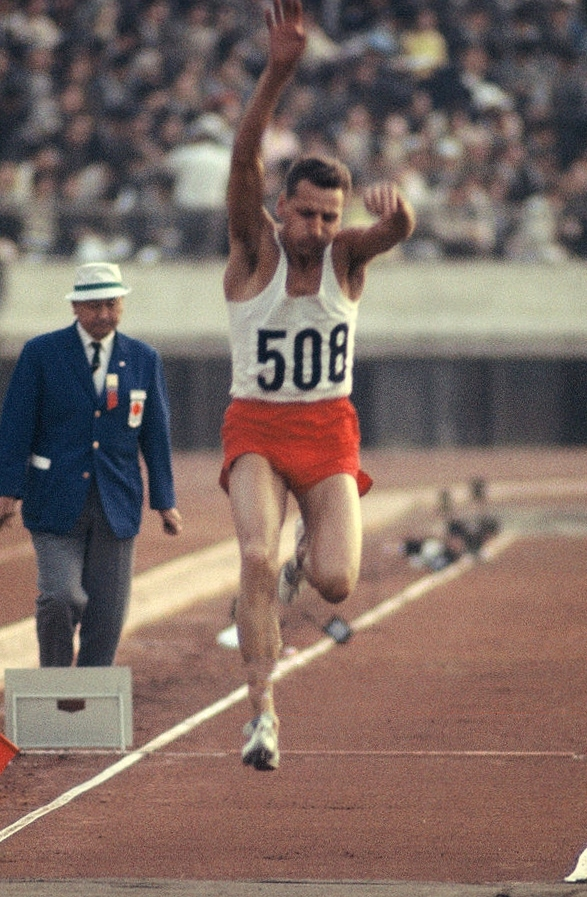
Józef Szmidt podczas igrzysk w Tokio w 1964 r.

## Życiorys
Urodził się w Miechowicach (obecnie dzielnica Bytomia) na terenie ówczesnych Niemiec w niemieckiej rodzinie jako Josef Schmidt. Jego ojciec zginął w okresie II wojny światowej walcząc jako żołnierz Wermachtu podczas kampanii norweskiej. Po zakończeniu II wojny światowej i zmianie granic matka Josefa nie zdecydowała się na wysiedlenie do Niemiec w nowych granicach ze względu na życiowy dorobek, jednak polskie władze spolszczyły imię i nazwisko przyszłego sportowca, podobnie jak jego bratu i siostrze (Eberhardt na Edward, Ingeborg na Irena), ponadto rodzina musiała się też nauczyć języka polskiego. Jego starszy brat Edward Szmidt (Eberhardt) także był lekkoatletą (sprinterem) i olimpijczykiem.
W 1975 wyjechał do Niemiec Zachodnich, do Polski wrócił w 1992. We wsi Zagozd koło Drawska Pomorskiego kupił kilkanaście hektarów ziemi, gdzie zajmował się m.in. hodowlą kóz. Z żoną Łucją (1937-2024) miał synów Dariusza i Borysa. W 2010 otrzymał Honorowe Obywatelstwo Miasta Olsztyn.
Z racji pochodzenia i dyscypliny sportu nazywano go „śląskim kangurem”. Był bohaterem polskiego filmu dokumentalnego Champion z 1970 w reżyserii Andrzeja Trzosa-Rastawieckiego.
Zmarł we śnie, miesiąc po swojej żonie Łucji, która odeszła 29 czerwca 2024. Został pochowany na cmentarzu w Drawsku Pomorskim. 

## Kariera sportowa

### Osiągnięcia
Jeden z najwybitniejszych polskich lekkoatletów. Jako pierwszy zdobył dla Polski dwa złote medale olimpijskie: oba w trójskoku na igrzyskach olimpijskich w Rzymie w 1960 z wynikiem 16,81 m i w Tokio w 1964 z wynikiem 16,85 m (w obu przypadkach były to rekordy olimpijskie). Drugi złoty medal był tym większym osiągnięciem, że na kilka miesięcy przed olimpiadą przeszedł operację po kontuzji kolana. Na swoich trzecich igrzyskach olimpijskich (Meksyk w 1968) sportowiec poprawił wynik z igrzysk w Tokio (uzyskał 16,89 m), ale wystarczyło to tylko na 7. miejsce.
Poza triumfami olimpijskimi Szmidt dwukrotnie zdobywał mistrzostwo Europy w Sztokholmie (1958) i Belgradzie (1962). Startował też w Budapeszcie (1966) (5. miejsce) i w Helsinkach (1971) (był 11.).
Jako pierwszy człowiek na świecie osiągnął odległość 17 metrów w trójskoku. 5 sierpnia 1960 na Stadionie Leśnym w Olsztynie skoczył 17,03 m, bijąc poprzedni rekord świata aż o 33 cm. Wynik ten został poprawiony dopiero po ośmiu latach.
Dziewięciokrotnie był rekordzistą Polski (w trójskoku, skoku w dal i sztafecie 4 × 100 m). 13 razy zdobywał mistrzostwo Polski:
- trójskok: 1958, 1960, 1962, 1963, 1965, 1966, 1967, 1969, 1970 i 1971
- skok w dal: 1961
- sztafeta 4 × 100 m: 1959, 1960.

Był zawodnikiem Górnika Zabrze (1955), CWKS (Śląska) Wrocław (1956–1957) i ponownie Górnika Zabrze (1958–1972).
Dwukrotnie był zwycięzcą Plebiscytu Przeglądu Sportowego. Zajął następujące miejsca w pierwszej dziesiątce:
- 1958 – 4. miejsce
- 1960 – 1. miejsce
- 1962 – 2. miejsce
- 1963 – 2. miejsce
- 1964 – 1. miejsce

### Rekordy życiowe
- skok w dal – 7,84 m
- trójskok – 17,03 m (5 sierpnia 1960, Olsztyn) – 7. wynik w historii polskiej lekkoatletyki[8]

## Odznaczenia
- Krzyż Oficerski Orderu Odrodzenia Polski
- Order Sztandaru Pracy I klasy
- 1964: Order Sztandaru Pracy II klasy[7]